# Jewdokija Miekszyło
Jewdokija Pantielejewna Miekszyło z d. Archipowa (ros. Евдокия Пантелеевна Мекшило z d. Архипова, ur. 23 marca 1931 w Gornoałtajsku, zm. 16 stycznia 2013 w Sankt Petersburgu) – rosyjska biegaczka narciarska reprezentująca Związek Radziecki, dwukrotna medalistka olimpijska.

## Kariera
Była czołowa radziecką biegaczką już w latach 50., jednak w startach na dużych imprezach przeszkadzały jej z reguły kontuzje. Z powodu kontuzji kolana nie wystąpiła na igrzyskach olimpijskich w Cortina d'Ampezzo w 1956. Kolejna kontuzja nie pozwoliła jej na start podczas igrzysk w Squaw Valley. Wobec tego igrzyska olimpijskie w Innsbrucku w 1964 były pierwszymi i jak się później okazało ostatnimi w jej karierze. Wspólnie z Kławdiją Bojarskich i Alewtiną Kołcziną zdobyła złoty medal w sztafecie 3 × 5 km. Ponadto w biegu na 10 km stylem klasycznym wywalczyła srebrny medal, ulegając jedynie Klawdii Bojarskich. Na tych samych igrzyskach zajęła też czwarte miejsce w biegu na 5 km. Walkę o brązowy medal przegrała z Alewtiną Kołcziną.
W 1954 roku wystartowała na mistrzostwach świata w Falun, gdzie zajęła 13. miejsce w biegu na 10 km. Z występu na mistrzostwach świata w Lahti w 1958 wykluczyła ją ciąża. Cztery lata później udało się jej wystartować na mistrzostwach świata w Zakopanem. W czasie biegu na 5 km doznała kontuzji. Zdołała dobiec do mety na szósty miejscu, jednakże nie była w stanie wystąpić w pozostałych konkurencjach. Jej ostatnim międzynarodowym startem były mistrzostwa świata w Oslo. Zajęła tam czwarte miejsce w biegach na 5 i 10 km.
Nigdy nie była indywidualną mistrzynią Związku Radzieckiego, jednak zdobyła siedem tytułów w sztafecie w latach 1954, 1955, 1957, 1961, 1962, 1965 i 1966. Po zakończeniu kariery zawodniczej pracowała jako trenerka biegów narciarskich.

## Osiągnięcia

### Igrzyska Olimpijskie
| Miejsce | Dzień    | Rok  | Miejscowość | Konkurencja             | Czas biegu  | Strata  | Zwyciężczyni        |
| ------- | -------- | ---- | ----------- | ----------------------- | ----------- | ------- | ------------------- |
| 2.      | 1 lutego | 1964 | Innsbruck   | 10 km stylem klasycznym | 40:24.3 min | +2.3 s  | Kławdija Bojarskich |
| 4.      | 5 lutego | 1964 | Innsbruck   | 5 km stylem klasycznym  | 17:50.5 min | +26.2 s | Kławdija Bojarskich |
| 1.      | 7 lutego | 1964 | Innsbruck   | Sztafeta 3 × 5 km       | 59:20.2 min | -       | -                   |

### Mistrzostwa świata
| Miejsce | Dzień     | Rok  | Miejscowość | Konkurencja             | Czas biegu  | Strata      | Zwyciężczyni        |
| ------- | --------- | ---- | ----------- | ----------------------- | ----------- | ----------- | ------------------- |
| 13.     | 21 lutego | 1954 | Falun       | 10 km stylem klasycznym | 40:14 min   | ?           | Lubow Kozyriewa     |
| 6.      | 19 lutego | 1962 | Zakopane    | 5 km stylem klasycznym  | 19:28.6 min | +1:45.9 min | Alewtina Kołczina   |
| 4.      | 23 lutego | 1966 | Oslo        | 5 km stylem klasycznym  | 17:18.9 min | +28.4 s     | Alewtina Kołczina   |
| 4.      | 25 lutego | 1966 | Oslo        | 10 km stylem klasycznym | 36:25.5 min | +1:15.3 min | Kławdija Bojarskich |